# آموزش رایگان

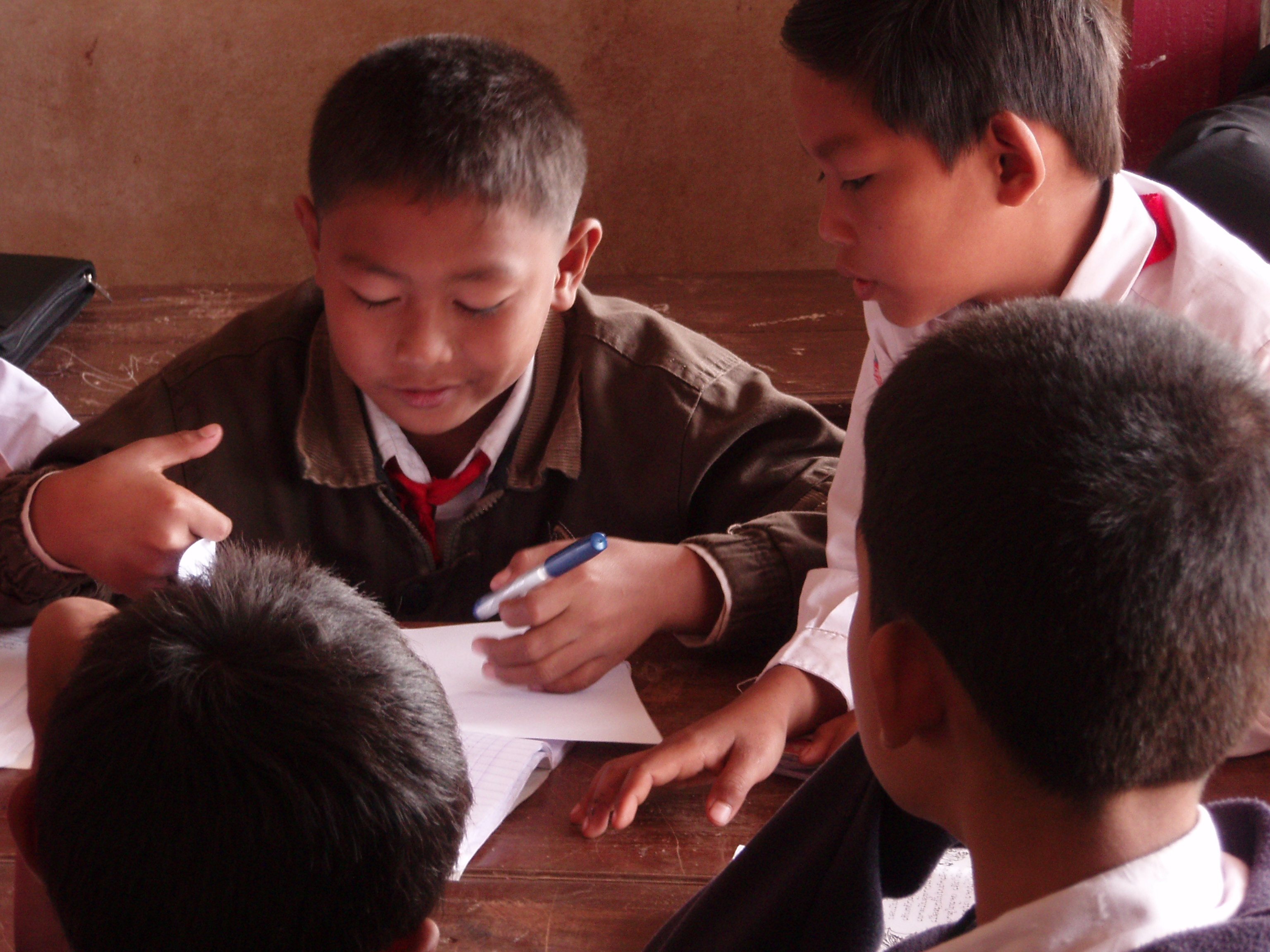
آموزش رایگان در روستایی در جنوب لائوس

آموزش ریگان مفهومی در حوزه‌ی آموزش به معنای رایگان و بدون پرداخت هزینه بودن آموزش است.

## تاریخ
در کشور آلمان در سال ۱۳۱۲ (ه‍. ش) برای دبستان‌ها پرداخت شهریه از بین رفت. ۱۳۳۷ (ه‍. ش) آموزش رایگان برای دبیرستان‌ها آغاز گردید. کشورهای سوئد، فنلاند و دانمارک نیز آموزش رایگان برای دبستان و دبیرستان عرضه می‌کنند. در آمریکا و انگلیس مدارس دولنی وجود دارند که بدون پرداخت شهریه در ان می‌توان به تحصیل پرداخت ولی به دلیل پایین بودن سطح آموزش بیشتر دانش اموزان به مدارس ملی یا خصوصی می‌روند. برای تحصیلات دانشگاهی کوبا، ونزوئلا، ایرلند، سوئد و فنلاند آموزش رایگان در سطح دانشگاه عرضه می‌دارند ولی در دیگر کشورهای جهان شهریه می‌باید پرداخت شود.
در کشورهای در حال توسعه شهریه مدرسه از بزرگترین مشکلات آنها می‌باشد. در این کشورها به سبب شهریه و ناتوانی خانواده‌ها در پرداخت ان دانش اموزان بسیاری به مدرسه نمی‌روند. در سریلانکا، کوبا و لیبی آموزش رایگان اجرا می‌شود. در سال ۲۰۰۵ اوگاندا، کنیا، تانزانیا، مالاوی و بروندی شهریه را برای دبستان‌ها برداشتند. برنامه‌ای به نام برنامه جهانی سواد آموزی وجود دارد که هدف ان تا ۲۰۱۵ برداشتن شهریه در سطح دبستان در سراسر جهان است. اجرای این این برنامه را یونسکو و یونیسف بر عهده دارند.

## در ایران
در جمهوری اسلامی ایران، آموزش رایگان طبق قوانین کشور نوشته شده امّا نظارت صحیحی بر گرفتن شهریه توسط مدارس دولتی انجام نمی‌شود. مدیرکل آموزش و پرورش استان کرمان با اشاره به اینکه پرداخت کمک هزینه مدارس اجباری نیست، گفت: مدارس خاص شامل نمونه دولتی، سمپاد، شاهد و هیئت امنایی بر اساس دستور عمل ساعاتی بیشتر از ساعات موظفی در قالب ساعت فوق برنامه کار می‌کنند که بابت این خدمت مبلغی دریافت می‌شود. مدیران تحت هیچ شرایطی اجازه ندارند برای دریافت کمک هزینه از افراد فاقد تمکن مالی اصرار کنند. در بسیاری از مدارس هزینه بیمه، کتاب، پوشاک و لوازم التحریر توسط همکاران فردی و افرادی که در این زمینه‌ها کمک می‌کنند، پرداخت می‌شود. با مدیرانی که اولیای دانش آموزان را مجبور به پرداخت این هزینه کنند برخورد می شود. به گزارش خبرگزاری صداوسیما مرکز اراک؛ مدیرکل آموزش و پرورش استان مرکزی گفت: طبق مصوبه دولت، دریافت شهریه در مدارس دولتی ممنوع است و در مدارس غیر دولتی هم میزان شهریه ۱۰ درصد افزایش می یابد. اما با این حال هنوز هم در سطح کشور مدارس دولتی شهریه ای حدود ۲۰۰ هزار تومان برای ثبت نام دریافت می کنند.

## اینترنت
امروزه تمامی مقالات در هر موضوعی در فضای اینترنت وجود دارند و کاربران می توانند بصورت رایگان به آنها دسترسی داشته باشند.